# Муђа
Стефан Вуксановић (Пожаревац, 4. септембар 1998), познат као Муђа, српски је јутјубер и предузетник. Један је од најпознатијих јутјубера у Србији, као и први који је остварио милион пратилаца на YouTube.

## Биографија
Рођен је 4. септембра 1998. у ромској породици у Пожаревцу.
Пре него што је почео са снимањем за YouTube, био је сиромашан и живео у кући која прокишњава. Својим успехом, породици и себи је обезбедио боље услове живота.
Од 2016. у вези је с јутјуберком Јаном Дачовић.